# Pauline Martin (femme politique)
Pour les articles homonymes, voir Pauline Martin.
Pauline Martin, née le 25 septembre 1966, est une femme politique française et sénatrice du Loiret depuis 2023.
Élue maire de Meung-sur-Loire de 2008 à 2023, elle est membre depuis 2015 du conseil départemental du Loiret, dont elle est d'ailleurs 1re vice-présidente de 2017 à 2023. Présidente de la communauté de communes des Terres du Val de Loire à sa création en 2017 jusqu'en 2023, elle est élue cette même année sénatrice du Loiret dans le cadre des élections sénatoriales françaises de 2023.

## Biographie

### Carrière politique

#### Début au niveau local
Membre de la liste menée par Christian Couté pour les élections municipales de 2001, elle est élue adjointe au sein du conseil municipal de Meung sur Loire chargée des affaires scolaires et de la communication, puis de l’urbanisme. Aux élections municipales de 2008, alors que le maire ne se représente pas, elle mène la liste « Mieux vivre à Meung », face à 4 autres listes, et remporte l'élection au 2nd tour.
Début 2012, elle est élue à la tête de la communauté de communes du Val des Mauves, intercommunalité crée le 7 décembre 2011 et entrée en vigueur le 1er janvier 2012. Cette communauté regroupe les communes de Baccon, Chaingy, Coulmiers, Huisseau-sur-Mauves, Le Bardon, Meung-sur-Loire, Rozières-en-Beauce et Saint-Ay.
Lors des élections municipales de 2014, elle se porte candidate pour un second mandat, affrontant deux autres listes, et remporte à nouveau l'élection. Cette même année, seule candidate à la présidence de la communauté de communes du Val des Mauves , elle est reconduite dans ses fonctions à l'unanimité.

#### Échelle intercommunale
Issue de la fusion des communautés de communes du Val des Mauves, du Canton de Beaugency, du Val d'Ardoux et de la Beauce oratorienne située dans le Loir-et-Cher, et suivant la mise en application de la loi portant nouvelle organisation territoriale de la République, est créée le 1er janvier 2017 la communauté de communes des Terres du Val de Loire (CCTVL). Composée de 25 communes et 49 000 habitants, Pauline Martin est élue comme première présidente de la communauté de communes avec 49 voix sur 51.
Maire de Meung-sur-Loire depuis 2008, elle brigue un troisième mandat en 2020, étant pour la première fois dans l'histoire de la commune à la tête de la seule liste à se présenter,. Cette même année, elle est également la seule candidate à la présidence de la CCTVL et est réélue à la majorité absolue des 47 votants.

#### Poursuite au niveau départemental
En 2015, elle est colistière avec Pascal Gudin, maire d'Artenay et conseiller général sortant, dans la liste de la majorité départementale pour le canton de Meung-sur-Loire, en vue des élections départementales dans le Loiret. Elle et son binôme sont élus sans difficultés avec un score de 64,47 %. Elle est élue à la vice-présidence de la commission finances et évaluation des politiques publiques du département.
En 2017, dans le prolongement de la démission d'Hugues Saury de la présidence du département pour siéger au Sénat, et à l'élection de Marc Gaudet à la tête du département, Pauline Martin est élue 1re vice-présidente du département au sein de la commission des finances, des ressources humaines et des services supports.
Elle se représente cette fois-ci aux côtés de Thierry Bracquemond, maire de Huêtre, pour les élections départementales de 2021 dans le Loiret. Le binôme est élu et Pauline Martin reprend sa place de 1re vice-présidente du département.

#### Présidence de l'association des Maires du Loiret
En septembre 2020, elle envisage de se porter candidate pour succéder à Frédéric Cuillerier, maire de Saint-Ay, à la présidence de l’association des Maires du Loiret (AML) avec pour volonté de « faire bouger l’AML, dans une société en pleine mutation ». Elle ajoute par ailleurs « avant cela, il faut déjà être élue au comité directeur [...]. Mais si c'est le cas, en effet, je serai candidate. J'ai une petite expérience comme maire et je veux faire avancer l'association. ».
Créée en 1968, l’AML compte 359 adhérents dans le département : 325 communes, une métropole, une communauté d’agglomération, 14 communautés de communes et 18 syndicats intercommunaux. L’association se pose comme l’interlocutrice privilégiée des maires et présidents d’intercommunalités du Loiret dans le flou sur certaines questions dans l'exercice de leur mandat.
Elle est élue le 1er octobre au sein du comité directeur. Seule candidate en lice, elle est élue le 15 octobre avec un score de vingt voix sur vingt, devenant ainsi la première femme à occuper cette fonction,.
Elle décline l'opportunité d'être candidate dans la seconde circonscription du Loiret pour les élections législatives de juin 2022, malgré des sollicitations répétées, expliquant :« S'il y a un vide sidéral, s'il n'y a personne, ça se réfléchit. Mais je ne me précipite pas comme certains, je n'ai pas d'ego à satisfaire, j'ai déjà un certain nombre de mandats auxquels je tiens ».

#### Sénat
Dans le cadre des élections sénatoriales de 2023, elle est candidate en deuxième position au sein de la liste «Une grande énergie pour nos territoires » , soutenue par la majorité départementale et menée par Hugues Saury, sénateur LR sortant. Elle déclare avoir hésité à rejoindre cette liste car aimant ses engagements actuels. Néanmoins, elle décide d’entrer dans cette campagne « parce que j’ai l’impression de ne pas être entendue en tant qu’élue locale ». Aussi veut-elle apporter au Sénat le « bon sens » qui lui semble-t-il, manque parfois dans les instances nationales.
Le dimanche 24 septembre, à l'issue du dépouillement, leur liste arrive largement en tête avec 46 % des voix, retrouvant ainsi le score qu'avait obtenu la droite en 2017, alors divisée en deux listes. La droite conserve dans le département les deux sièges qu'elle détenait, tandis que la gauche garde un élu. Pauline Martin devient ainsi sénatrice du Loiret, 22 ans après la première Loirétaine élue à la Chambre Haute : Janine Rozier. Elle fait son entrée officielle au palais du Luxembourg le lundi 2 octobre.
Obéissant à la loi sur le non-cumul des mandats, elle se retire de sa fonction de vice-présidente du département tout en restant conseillère départementale du canton de Meung sur Loire. Elle abandonne les présidence des Terres du Val de Loire et de l'association des Maires du Loiret. Après 22 ans au conseil municipal dont 15 ans en tant que maire de Meung-sur-Loire, elle quitte ses fonctions d’élue locale le lundi 16 octobre avec beaucoup d’émotion.
Elle est membre de la commission de la culture, de l'éducation, de la communication et du sport et de la délégation sénatoriale aux entreprises,. Elle est élue en février 2025 vice-présidente de la commission d’enquête sur les missions des agences, opérateurs et organismes consultatifs de l’État.